# Histoire de la photographie en Chine

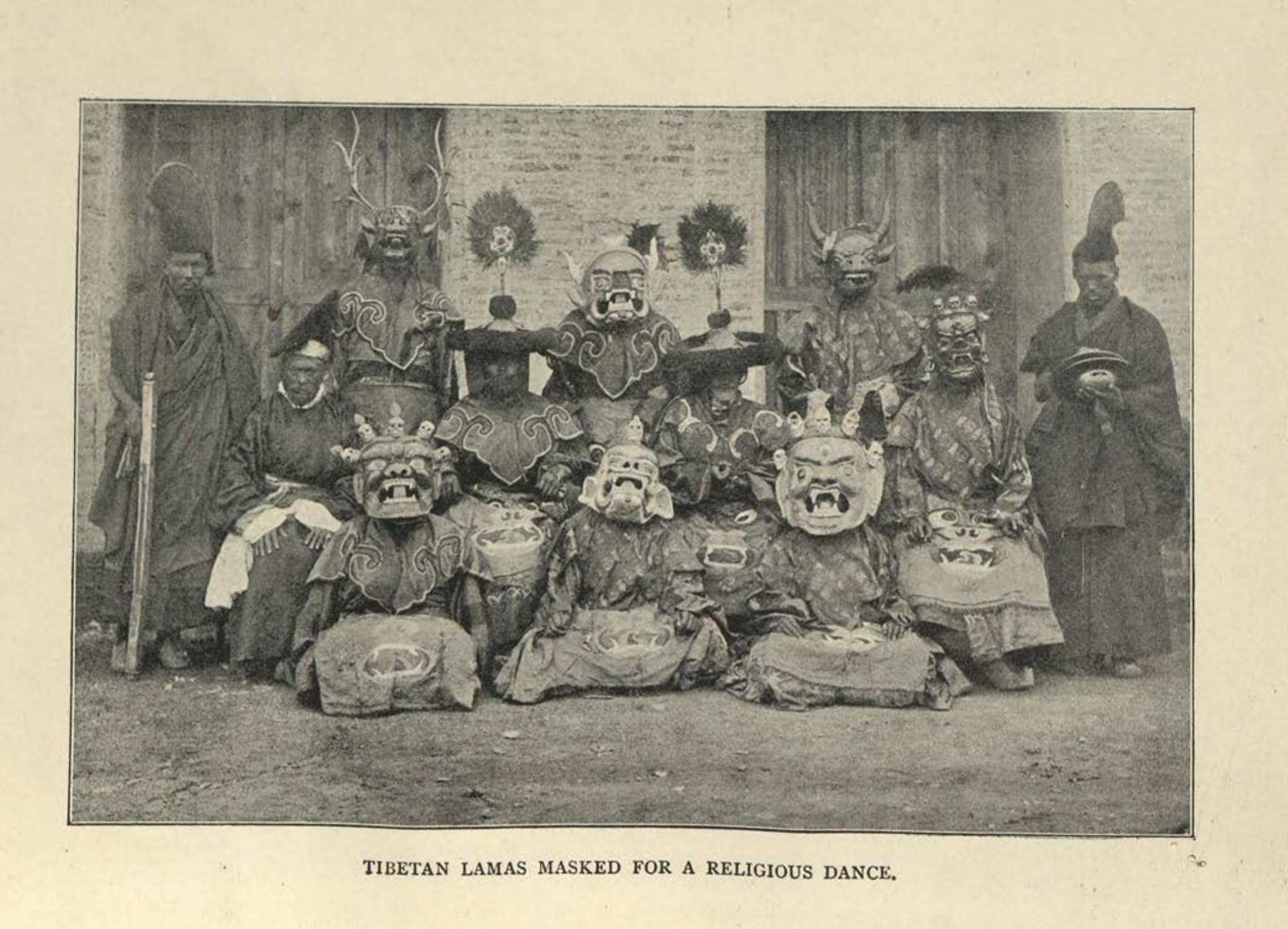
Moines bouddistes tibétens portant des masques de danse religieuse (Lai Singh) Publiée par G.P. Putnam's Sons (1900)

L'histoire de la photographie en Chine débute juste après l'invention de la photographie en 1839 avec l'arrivée de photographes européens à Macao. Dans les années 1850, des photographes occidentaux fondent des studios photographiques dans les villes côtières, mais très vite, avec leurs assistants chinois et la concurrence locale, la photographie pénétra dans les autres régions. À la fin du XIXe siècle, toutes les grandes villes du pays avaient des studios photographiques où la classe moyenne chinoise pouvait se faire tirer le portrait lors des grands rassemblements familiaux. Les photographes chinois et occidentaux immortalisèrent la vie quotidienne des rues, les grands conflits, et les personnalités importantes, et beaucoup de Chinois aisés se mirent à la photographie par passe-temps. Même l'impératrice douairière Cixi se fit photographier plusieurs fois. Au XXe siècle, la photographie en Chine, et dans d'autres pays du monde, fut utilisée par loisir, pour tenir des registres, par les journaux et les magazines, la propagande politique et la photographie d'art.

## XIXesiècle
Dans la seconde moitiè du XIXe siècle, plusieurs studios photographiques furent fondés, comme Kung Tai (公泰照相楼, ) et Sze Yuen Ming (上洋耀華照相) à Shanghai, et Pun Lun (繽綸) et Afong (A Fong, Ah Fong, Lai Afong, 黎華芳, 1837/1841-1890, ) à Hong Kong.

## Première moitié duXIXesiècle
Pendant cette période, trois photographes chinois se démarquent du lot :
- Liu Bannong (1891–1934, 劉半農)
- Zhang Yin Quan (1900–1971, 張印泉)
- Ho Fan (1937-, 何藩)

## La révolution culturelle (de 1966 à 1976)
La photographie est alors considérée comme un outil de propagande puissant, capable de montrer une réalité déformée.

## 1976-1993
Au lendemain de la révolution culturelle, la photographie documentaire se développa rapidement. Beaucoup de journalistes travaillaient alors pour l'État, et ne possédaient donc pas les droits d'auteur de leur travail. 
À partir de 1976, une vague émancipatrice accompagnée d'une philosophie pan artistique va se populariser en Chine, dans plusieurs groupes alors représentés par "April Photography Association", une association artistique avant-gardiste. En 1979, l'Association organise une première exposition apolitique intitulée "Nature, Society, People". La photographie documentaire se développe notamment grâce aux photographes Li Xiaobin et Jin Bohong qui reconnaissent sa valeur artistique, ils sont alors considérés comme les pionniers de ce genre en Chine. 

## De 1993 à aujourd'hui

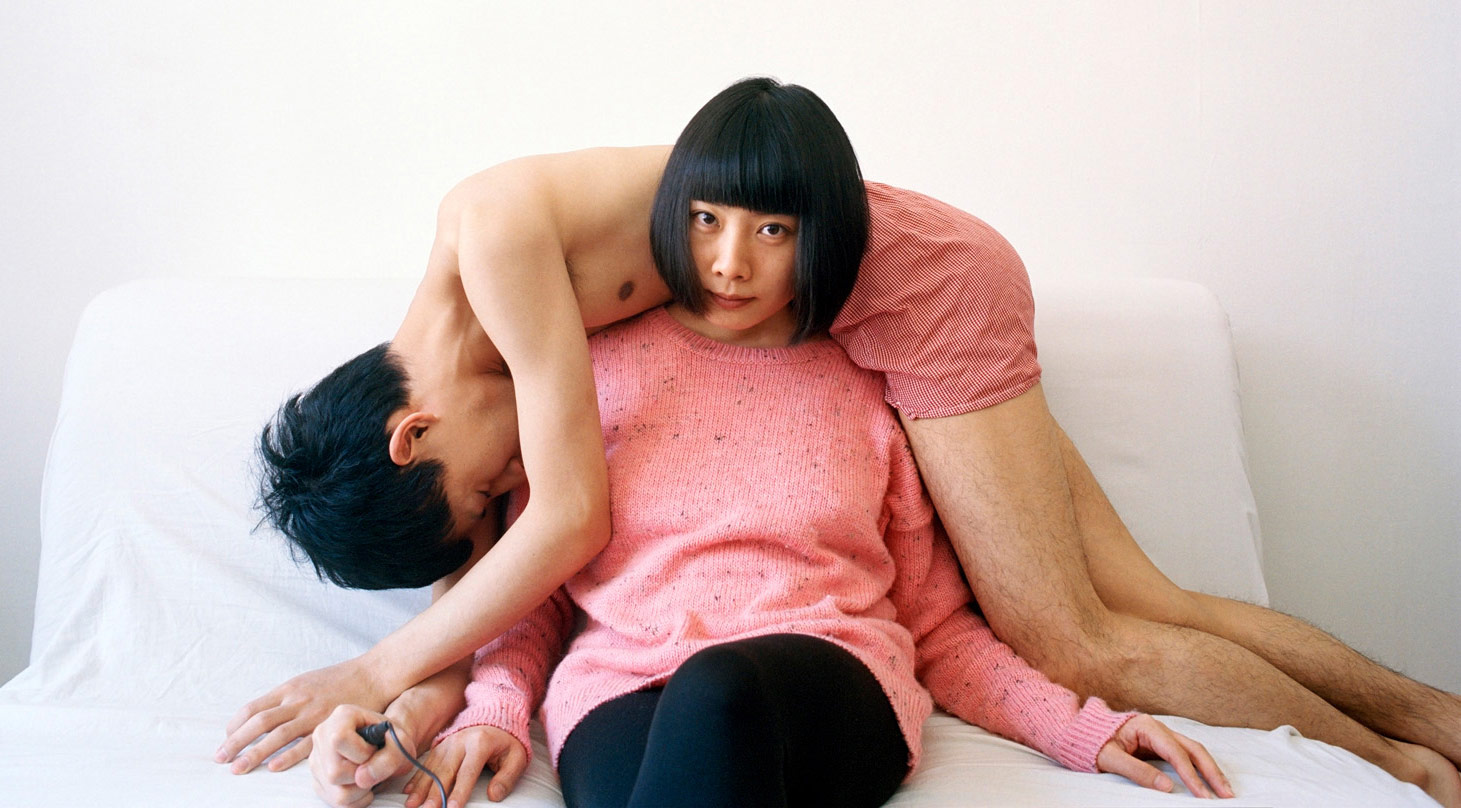
Photo de la photographie Pixy Liao.

La création en 1993 de l'East Village à Pékin, mit en place un foyer artistique qui utilisait la photographie comme complément de l'art performance et de l'art conceptuel. En 1994, Rong Rong cofonda le premier magazine chinois de photographie d'art conceptuel, New Photo.
Beaucoup d'artistes-photographes chinois avaient alors du succès, surtout en Occident. Leur travail n'était pas explicitement politique et, comme les photographes occidentaux, ils utilisaient le même répertoire "choc"; la nudité, les jurons, les bébés morts et le fumier d'éléphant, et d'autres éléments qui sont aujourd'hui devenus des clichés usités. Plusieurs photographes travaillaient aussi dans le répertoire du "kitch" chinois - parfois surnommé "Mao goes Pop" - un style de collage très similaire au pop art occidental des années 1960. Actuellement, l'art chinois est de plus en plus autonome et dispose de plus en plus de moyens, ce qu'on peut voir avec les œuvres de Xu Zhen, Xing Danwen, et Zhang Yue, des artistes qui ne peuvent pas être facilement répertoriés dans un registre précis comme celui du "kitsch", du "pop" ou du "choc".

## Source de la traduction
- (en) Cet article est partiellement ou en totalité issu de l’article de Wikipédia en anglais intitulé « Photography in China » (voir la liste des auteurs).